# 金衛醫療
金衛醫療集團有限公司，簡稱金衛醫療集團和金衛醫療（英語：Golden Meditech Holdings Limited，港交所除牌前：0801.HK、臺證所：910801），在1999年和2000年，由甘源（主席及首席執行官）分別於香港（總部）成立「華興源控股有限公司」和北京（總部）成立「北京京精醫療設備有限公司」，前身為「金衛醫療科技有限公司」。
業務在全球經營醫療設備和醫療服務、以及管理醫院服務。
股份在2001年12月28日於港交所創業板上市，當時代碼為8180.HK，配售價格為0.88港元，股份配售為1億股，集資額為8800萬港元。在2009年6月16日，轉在主板上市。
在2011年1月24日於台灣證券交易所以台灣存託憑證上市。台灣存託憑證新台幣11.20元，配售額為90,000,000單位，集資額為11億元新台幣。

## 管理層
- 執行董事[6]
  - 甘源先生（主席）
  - 江金裕先生
  - 馮文先生

- 非執行董事
  - 鄭汀女士

- 獨立非執行董事
  - 曹岡教授
  - 高悅先生
  - 顧樵教授
  - Daniel FOA先生

## 業務發展
2016年12月，在市場最後的一個交易日，金衛醫療宣佈，出售旗下附屬公司 GMSC 所持有的65.4%中國臍帶血庫企業集團，給予買家南京盈鵬蕙康醫療產業投資合夥企業，作價 63.98億港元。
2018年2月，金衛醫療子公司上海金衛醫學檢驗所有限公司獲批許可證，可以開展細胞分子遺傳學 分子病理檢測服務。

## 上市委員會譴責事宜
2018年12月，香港聯合交易所上市委員會發出通告，對金衛醫療及其董事，包括現任或前任董事，譴責及批評未有遵守上市規則 有關披露及股東批准的規定。譴責背景是關於在2011年至2015年間，一連串交易事宜，未有適時公佈這些交易。

## 連結
- 公司官網 （页面存档备份，存于）